# Charles Christian Lauritsen
Charles Christian Lauritsen (4 de abril de 1892 – 13 de abril de 1968) fue un físico estadounidense de origen danés.

## Semblanza
Lauritsen nació en Holstebro, Dinamarca. Estudió arquitectura en la Escuela Técnica de Odense, graduándose en 1911. En 1916 emigró a los Estados Unidos con su mujer Sigrid Henriksen y su hijo Tommy, primero a Florida, donde la familia vivió por un tiempo en una casa flotante, y más tarde a Boston, donde trabajó como delineante durante la Primera Guerra Mundial, siendo testigo presencial en enero de 1919 del desastre de la melaza en Boston. A partir de 1921 empezó a trabajar en Palo Alto en el servicio radiofónico de comunicación con los barcos. Se interesó en el diseño de receptores radiofónicos, y durante unos cuantos meses en 1922 participó con dos socios en un negocio de construcción de radios. En 1923 se trasladó a San Luis, donde se empleó como ingeniero jefe de la Kennedy Corporation, una empresa fabricante de receptores de radio domésticos.
En 1926 Lauritsen asistió a una conferencia pública de Robert Millikan, con quien pudo conversar a continuación. Millikan le invitó para que visitara el Caltech. Poco después, Lauritsen y su familia se trasladaron a Pasadena, donde completó su licenciatura en físicas. En 1929 obtuvo su doctorado, y en 1930 se incorporó al departamento de física de la facultad, donde pasó el resto de su carrera académica como profesor hasta su retiro en 1962.
En 1928 desarrolló en colaboración con Ralph D. Bennett unos tubos de rayos X de voltaje excepcionalmente alto. Estos tubos eran entonces utilizados para terapia de radiación en pacientes con cáncer en el Laboratorio de Radiación Kellogg, construido como clínica de tratamiento en 1931. Sigrid Lauritsen, una de las primeras licenciadas de la escuela médica de la Universidad del Sur de California, trabajaba en la clínica como radiologista.
En 1932, Lauritsen convirtió uno de sus tubos de radiografía en un acelerador de protones e iones de helio y empezó a estudiar reacciones nucleares. En 1934, en colaboración con H. Richard Crane, utilizó una muestra de deuterio descubierto recientemente, obtenido de G.N. Lewis en Berkeley, para generar neutrones con los que fabricaron el primer generador artificial de partículas radioactivas. Posteriormente midió la radiación producida cuando un positrón y un electrón se aniquilan mutuamente. Uno de sus descubrimientos más significativos fue la demostración de que los protones podían ser capturados por un núcleo de carbono, liberando rayos gamma. Este proceso radioactivo de captura se aplicó al estudio de los procesos nucleares en el interior de las estrellas, y a la producción de elementos pesados. En 1939 el laboratorio cesó su actividad en la terapia médica y se concentró en la física nuclear (Lauritsen fue el director de este laboratorio desde sus inicios hasta que se retiró en 1962).
En 1937 inventó un detector de radiación denominado electroscopio de Lauritsen, ampliamente utilizado en los dosímetros de radiación de fibra de cuarzo.

## Desarrollo de armas
En 1940, más de un año antes de que los EE. UU. entraran en la Segunda Guerra Mundial, Lauritsen empezó a trabajar en un programa armamentístico. Su trabajo inicial era el diseño y desarrollo de espoletas de proximidad, pero durante la mayor parte de la guerra trabajó en un gran programa de la Caltech dedicado al desarrollo de una serie de cohetes, mayoritariamente para la Armada. En esta época contribuyó a fundar la Estación de Pruebas de la Artillería Naval (posteriormente denominada "Naval Air Warfare Center, Weapons Division, China Lake", donde un laboratorio lleva su nombre) en Inyokern, California. En los últimos meses de la guerra, colaboró en los trabajos para diseñar y construir una bomba atómica, incluyendo el desarrollo de la "bomba calabaza", una réplica convencional de la bomba atómica Fat Man, diseñada para el adiestramiento del personal encargado de manejar las bombas nucleares. 
Continuó trabajando en el diseño de armas en los años posteriores a la guerra, y gran parte de su trabajo fue material clasificado. Entre los proyectos en los que participó figuran el Proyecto Hartwell, el Proyecto Charles, el Proyecto Michael, y el Proyecto Vista. Durante la Guerra de Corea participó como observador de primera línea durante la batalla de Incheon, evaluando la efectividad del armamento estadounidense para el Departamento de Defensa. También sirvió como asesor del gobierno de los EE. UU. y como miembro de numerosos comités y grupos de trabajo.
Después de una larga lucha contra el cáncer,  murió el 13 de abril de 1968.

## Premios y honores
- Elegido miembro de la Real Academia Danesa de las Ciencias y las Letras, 1939.
- Nombrado Comendador de la Orden de Dannebrog por el Rey de Dinamarca en 1953.
- Presidente de la Sociedad Física Americana en 1951.
- Premio Tom W. Bonner en 1967.
- Doctor Honorario en Leyes por UCLA en 1965.

## Eponimia
- El cráter lunar Lauritsen lleva este nombre en su memoria.[2]